# Municipio de Deepwater (Dakota del Norte)
El municipio de Deepwater (en inglés: Deepwater Township) es un municipio ubicado en el condado de McLean en el estado estadounidense de Dakota del Norte. En el año 2010 tenía una población de 20 habitantes y una densidad poblacional de 0,21 personas por km².

## Geografía
El municipio de Deepwater se encuentra ubicado en las coordenadas 47°43′2″N 101°56′11″O / 47.71722, -101.93639. Según la Oficina del Censo de los Estados Unidos, el municipio tiene una superficie total de 93.37 km², de la cual 93,37 km² corresponden a tierra firme y (0 %) 0 km² es agua.

## Demografía
Según el censo de 2010, había 20 personas residiendo en el municipio de Deepwater. La densidad de población era de 0,21 hab./km². De los 20 habitantes, el municipio de Deepwater estaba compuesto por el 100 % blancos. Del total de la población el 0 % eran hispanos o latinos de cualquier raza.